# Centruroides alayoni
Espèce
Synonymes
- Centruroides haitiensis Lourenço, 2016

Centruroides alayoni est une espèce de scorpions de la famille des Buthidae.

## Distribution
Cette espèce est endémique d'Hispaniola. Elle se rencontre en République dominicaine dans la province de Pedernales et en Haïti sur la Grande Cayemite.

## Description
Centruroides alayoni mesure de 38 à 55 mm.

## Systématique et taxinomie
Centruroides haitiensis a été placée en synonymie par Armas en 2017.

## Étymologie
Cette espèce est nommée en l'honneur de Giraldo Alayón García.

## Publication originale
- Armas, 1999 : « Quince nuevos alacranes de La Española y Navassa, Antillas Mayores (Arachnida: Scorpiones). » Avicennia, vol. 10/11, p. 101-136.